# Bassin du Canada

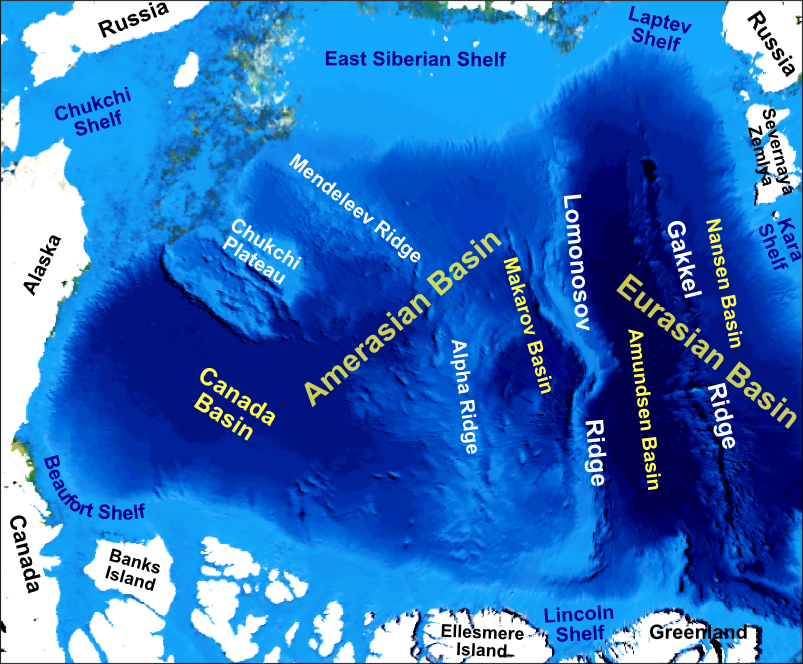
Le bassin du Canada (centre gauche).

Le bassin du Canada est un bassin océanique entre la dorsale Northwind et les îles de la Reine-Élisabeth, dans l'océan Arctique, au Nord du Canada.